# ティーラン獅沙
ティーラン獅沙（ティーランシーサー、1995年11月20日 - ）は、日本の覆面レスラー。

## 歴史
- 2014年8月24日、KAIENTAI DOJO（後の2AW）TKPガーデンシティ千葉大会でマリーンズマスク（3代目）とタッグを組んで対佐藤悠己&吉野コータロー組戦でデビュー。
- 2015年2月28日、4月からプロレス活動と両立してやりたいことがあるため、実家のある沖縄に帰ることを発表。K-DOJOにはビッグマッチなどへの限定参戦となる。
- 2022年7月1日、琉球ドラゴンプロレスリングに移籍。

## 得意技
フロッグスプラッシュ
獅子神
師噛
ノーザンライトスープレックス

## タイトル歴
- 御万人王座「琉王」
- 御万人王座「双琉王」
- 我栄トーナメント優勝

## 入場曲
- 琉球HERO（作詞、歌：伊禮俊一、作曲：中澤矢束）（2023年10月 - ）